# Alex Scott (football, 2003)
Pour les articles homonymes, voir Alex Scott et Scott.
Alex Scott, né le 21 août 2003 à Guernesey, est un footballeur anglais qui évolue au poste de milieu de terrain à l'AFC Bournemouth.

## Biographie

### En club
En janvier 2021, Scott rejoint Bristol City.
Le 25 avril 2021, il fait ses débuts professionnels pour le club lors d'un match contre Luton Town.
Il se brise la mâchoire en mai 2025.

### En sélection
Le 29 March 2021, Scott fait ses débuts pour Angleterre -18 ans lors d'un match contre Pays de Galles.
Le 2 septembre 2021, il fait ses débuts pour l'équipe d'Angleterre des moins de 19 ans lors d'un match contre l'Italie.

## Statistiques
| Saison                | Club                  | Championnat           | Championnat | Championnat | Coupe nationale | Coupe nationale | Coupe de la Ligue | Coupe de la Ligue | Total | Total |
| Saison                | Club                  | Division              | M.          | B.          | M.              | B.              | M.                | B.                | M.    | B.    |
| 2020-2021             | Bristol City          | Championship          | 3           | 0           | -               | -               | -                 | -                 | 3     | 0     |
| 2021-2022             | Bristol City          | Championship          | 38          | 4           | 1               | 0               | -                 | -                 | 39    | 4     |
| 2022-2023             | Bristol City          | Championship          | 42          | 1           | 4               | 1               | 3                 | 0                 | 49    | 2     |
| Sous-total            | Sous-total            | Sous-total            | 83          | 5           | 5               | 1               | 3                 | 0                 | 91    | 6     |
| 2023-2024             | AFC Bournemouth       | Premier League        | 23          | 1           | 3               | 1               | 1                 | 0                 | 27    | 2     |
| 2024-2025             | AFC Bournemouth       | Premier League        | 12          | 0           | 2               | 0               | 1                 | 0                 | 15    | 0     |
| Sous-total            | Sous-total            | Sous-total            | 35          | 1           | 5               | 1               | 2                 | 0                 | 42    | 2     |
| Total sur la carrière | Total sur la carrière | Total sur la carrière | 118         | 6           | 10              | 2               | 5                 | 0                 | 133   | 8     |

## Palmarès

### En sélection
- Angleterre -19 ans
  - Vainqueur du championnat d'Europe -19 ans en 2022.

- Angleterre espoirs
  - Vainqueur du championnat d'Europe espoirs en 2025.

### Distinctions personnelles
- Membre de l'équipe-type du Championnat d'Angleterre de deuxième division en 2023.
- Meilleur jeune joueur du Championnat d'Angleterre de deuxième division en 2023.
- Meilleur jeune joueur du mois EFL (en) en février 2023.